# Костюк, Самуил Семёнович
Самуил Семёнович Костюк — советский хозяйственный, государственный и политический деятель.

## Биография
Родился в 1907 году в деревне Русиновичи (ныне — в Минском районе Минской области). Член ВКП(б) с 1928 года.
С 1928 года — на хозяйственной, общественной и политической работе. В 1928—1961 гг. — на государственной и партийной работе в Борисовском районе, председатель Кировского райисполкома, 1-й секретарь Кировского районного комитета КП(б) Беларуси, 2-й секретарь Белостокского областного комитета КП(б) Беларуси, заместитель народного комиссара мелиорации Белорусской ССР, управляющий делами СНК Белорусской ССР, министр пищевой промышленности Белорусской ССР, министр сельского хозяйства Белорусской ССР, 1-й заместитель министра сельского хозяйства Белорусской ССР, заместитель министра хлебопродуктов Белорусской ССР.
Избирался депутатом Верховного Совета СССР 3-го и 4-го созывов.